# OSAKA女子プロレス
OSAKA女子プロレス（オーサカじょしプロレス）は、かつて大阪を中心に活動していた女子プロレス団体。運営はZABUN OSAKA女子プロレス事務局。

## 歴史
- 2010年1月、GAMIが設立。
- 3月21日、世界館で旗揚げ戦を開催。下野佐和子、弁天娘。がデビュー。
- 2011年9月19日、三崎グリ子がデビュー。
- 4月1日、GAMIが代表取締役社長を務めているZABUNに運営が移管された[1]。
- 2013年3月20日、練習生として入団したフェアリー日本橋が再デビュー。
- 11月4日、大阪府立体育会館第2競技場で開催されたGAMIの自主興行「GAMILIBRE6」で山下りながデビュー。
- 2017年2月12日、アゼリア大正大会を最後に活動停止。

## 最終所属選手
- 下野佐和子

## 歴代所属選手
- 勇気彩
- 山縣優（プロレスリングWAVE兼任所属）
- 大畠美咲（プロレスリングWAVE兼任所属）
- 弁天娘。
- フェアリー日本橋
- 山下りな

## 歴代スタッフ
- 中村理恵（コーチ）